# Сальвесен, Антон
Антон Сальвесен (норв. Anton Salvesen; род. 24 октября 1927, Норвегия) — норвежский саночник, выступавший за сборную Норвегии в середине 1950-х годов, чемпион мира, считается наиболее успешным норвежским спортсменом в этом виде спорта.
Антон Сальвесен принимал участие в самом первом чемпионате мира по санному спорту и стал первым в истории санного спорта чемпионом мира в программе мужских одиночных заездов, у себя на родине в Осло завоевав золотую медаль. На пути к победе спортсмен опередил двух признанных фаворитов, австрийцев Йозефа Талера и Йозефа Иссера. Кроме него по сей день ни одному другому норвежскому саночнику не удалось получить хоть какую-то медаль чемпионата мира.
Участия в зимних Олимпийских играх Антон Сальвесен не принимал, так как закончил карьеру профессионального спортсмена ещё до вхождения санного спорта в олимпийскую программу.